# Jacob van der Hoeden
Jacob van der Hoeden (en hebreo: יעקב ואן דר הודן‎); (Utrecht, Países Bajos, 27 de julio de 1891  – Tel Aviv, Israel, 1 de febrero de 1968) fue un bacteriólogo,   investigador científico y veterinario israelí.

## Biografía
Jacob (Jaap) Van der Hoeden nació en los Países Bajos en 1891 en el seno de una familia judía. Completó su doctorado en 1922. Van der Hoeden, junto con sus cuatro hijos, sobrevivieron al Holocausto gracias a la ayuda de cristianos neerlandeses que escondieron a la familia en varios lugares. Sin embargo, su esposa murió de una enfermedad antes del final de la Segunda Guerra Mundial.

## Carrera veterinaria
Van der Hoeden se desempeñó desde 1924 hasta 1929 como investigador principal en el Instituto Nacional de Salud Pública holandés y profesor de medicina veterinaria en la Universidad de Utrecht. En 1929, fue designado para dirigir los laboratorios del hospital de la Universidad y, en 1932, fue elegido miembro de la Sociedad Holandesa de Ciencias Naturales. Se convirtió en una autoridad líder en enfermedades que se transmiten de animales a humanos (zooantroponosis).
En 1948, el Ministro de Agricultura del gobierno interino del Estado de Israel invitó a Van der Hoeden a establecer el Instituto Veterinario en Israel. En 1955, se trasladó al Instituto de Investigación Biológica de Israel en Ness Tziona, donde trabajó hasta su jubilación en 1966.

## Premios y reconocimientos
- En 1961, Van der Hoeden recibió el Premio Israel, en agricultura.[3]
- En 1961, recibió el Premio Zimmerman.